# Malven-Blattspanner

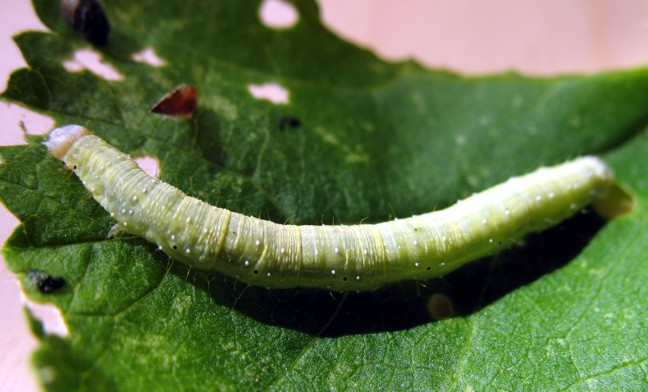
Raupe

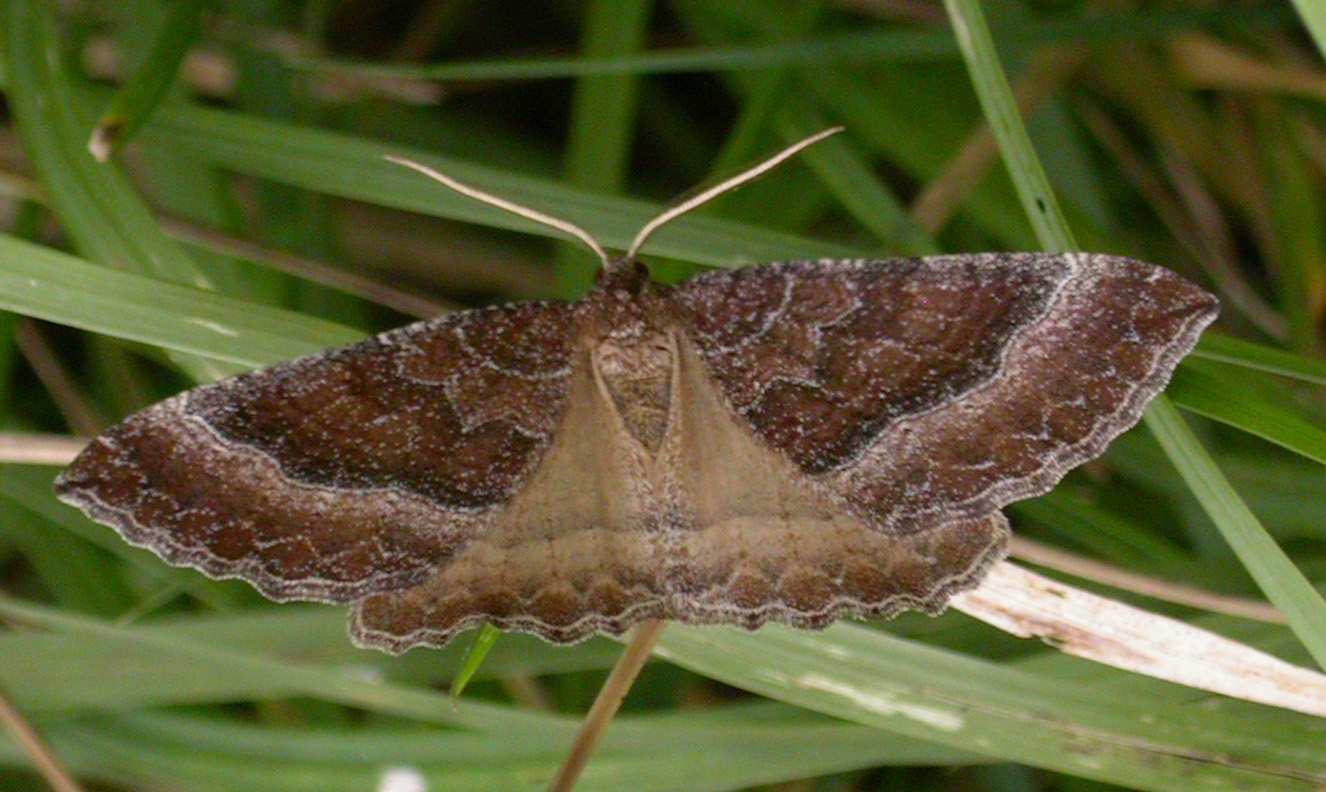
Männchen, mit ausgebreiteten Flügel, dadurch sind die Hinterflügel sichtbar

Der Malven-Blattspanner (Larentia clavaria), auch Rehfarbiger Linienspanner, Hirschbrauner Bogenlinienspanner, Hischbrauner Malvenspanner, Malvenspanner oder Wegrand-Malven-Blattspanner oder Der Hirsch genannt, ist ein Schmetterling (Nachtfalter) aus der Familie der Spanner (Geometridae).

## Merkmale
Die Falter haben eine Flügelspannweite von 31 bis 36 mm (33 bis 38 mm). Die Grundfarbe der Vorderflügel ist rehfarben, rotbraun oder auch gelbbraun. Vor allem die dunkelbraunen Exemplare können auch grau getönt sein. Das breite, meist mehr oder weniger deutlich weiß gesäumte Mittelfeld ist deutlich dunkler als die Grundfarbe, meist hellbraun, braun, dunkelbraun bis graubraun, je nach Grundfarbe. Es ist oft mittig etwas aufgehellt. In der gleichen Farbe wie das Mittelfeld ist auch das nach außen weiß gesäumte Wurzel- oder Basalfeld gehalten. Das Saumfeld wird zum Saumrand hin graduell dunkler. Es kann einen "lebhaften" violetten Schimmer haben. Die Wellenlinie ist als helle Zackenlinie ausgebildet. Die Saumlinie ist ebenfalls meist hell und hebt sich bei dunkleren Exemplaren deutlich ab. Die Falter variieren verhältnismäßig wenig in der Zeichnung und etwas stärker in der Farbe. Der Flügelapex des Vorderflügels ist zugespitzt, häufig ist noch ein deutlicher dunkler Apikalstrich vorhanden.
Der Hinterflügel sind hellgraubraun und werden zum Saum hin dunkler. Es ist ebenfalls eine helle Zackenlinie im Saumfeld vorhanden sowie eine schwach ausgebildete Mittellinie. Die Saumlinie ist ebenfalls hell.

### Ei, Raupe und Puppe
Das hellgelbe Ei ist kugelig, die Oberfläche ist glatt.
Die Raupe ist grün, an der Bauchseite weißlich, mit weißlichen Punktwarzen und schwarzen, weiß gerandeten Stigmen. Sie ist braun beborstet mit deutlich ausgeprägten, gelblichen Segmenteinschnitten. Gelegentlich ist auch eine rosa gefärbte Rückenlinie ausgebildet. Die anderen Längslinien sind kaum angedeutet.
Die rotbraune Puppe ist stumpf, der Kremaster weist zwei spitze längere Borsten und mehrere feine, gekrümmte Borsten auf.

### Ähnliche Arten
Die Art wird leicht mit dem Braunbinden-Wellenstriemenspanner (Scotopteryx chenopodiata) verwechselt. Beim Malven-Blattspanner ist das Wurzel- und Mittelfeld von weißen Begrenzungslinien eingefasst. Das Wurzelfeld ist bei ersterer Art meist anders gefärbt als das Mittelfeld.

## Geographische Verbreitung und Lebensraum
Die Art ist von Nordafrika, der Iberischen Halbinsel und den Britischen Inseln im Westen, über Süd-, Mittel- und Osteuropa bis weit nach Sibirien (Altai-Gebirge) hinein verbreitet. Im Norden reicht das Areal bis in das mittlere Fennoskandien, im Süden von den westlichen Mittelmeerinseln, über Italien, die Balkanhalbinsel, Kleinasien, den zum Kaukasus bis nach Tadschikistan. Sie kommt aber immer nur sehr lokal vor und ist fast immer selten.
Die Art bevorzugt extensiv bewirtschafte Wiesen, Wegränder, Ackerränder und Straßenrändern, auch Gärten, Schulgärten, Kräutergärten und Schuttplätze usw., überall dort wo Malvenarten, die Nahrungspflanzen der Raupen wachsen. In den Alpen steigt sie bis auf 1200 m über NN an.

## Lebensweise
Der Malven-Blattspanner bildet eine Generation im Jahr; die Falter fliegen von August bis November. Sie sind nachtaktiv und kommen ans Licht. Tagsüber verstecken sie sich in der Vegetation und sind nur schwer aufzuscheuchen. Das Ei überwintert. Die Raupen sind von April bis Juni, selten auch bis Juli zu finden. Sie leben an bzw. ernähren sich von den Blättern von Malven, namentlich werden genannt: Rosen-Malve (Malva alcea), Moschus-Malve (Malva moschata), Weg-Malve (Malva neglecta),  Echter Eibisch (Althaea officinalis), Hanfblättriger Eibisch (Althaea cannabina) und Strauchpappeln (Lavatera sp.). Dabei wird das Blattmaterial bis auf die Mittelrippen gefressen. Tagsüber ruht die Raupe an der Blattunterseite. Wird die Raupe gestört, lässt sie sich eingekrümmt zu Boden fallen. Eingerollt sieht sie einem Malvensamen ähnlich. Die Verpuppung findet im Juli oder August in einem Gespinst am Boden statt.

## Systematik und Taxonomie
Die Art wurde 1809 von Adrian Hardy Haworth als Geometra clavaria erstmals wissenschaftlich beschrieben. Die Art erscheint in der älteren Literatur auch als Larentia cervinata (Denis & Schiffermüller, 1775)(z. B.). Geometra cervinata Denis & Schiffermüller, 1775 ist eine unberechtigte Emendation und außerdem eine Fehlbestimmung von Phalaena cervinalis Scopoli, 1763.
- Larentia clavaria clavaria, die Nominatunterart
- Larentia clavaria datinaria (Oberthür, 1890), Algerien[10]
- Larentia clavaria pallidata (Staudinger, 1901), Zypern, Naher Osten[11]
- Larentia clavaria saisanica Prout, 1937, Tadschikistan, Kasachstan

## Gefährdung
Die Art gilt in Deutschland als gefährdet (Kategorie 3). In Niedersachsen und Nordrhein-Westfalen ist sie sogar vom Aussterben bedroht, in Brandenburg, Sachsen-Anhalt und Thüringen stark gefährdet (Kategorie 2).